# توران (آذربایجان)
توران (به لاتین: Turan، تا ۵ اکتبر سال ۱۹۹۹ ارجونیکیدزه Orconikidze) یک منطقه مسکونی در جمهوری آذربایجان است که در شهرستان شکی واقع شده است. توران ۱۷۹۶ نفر جمعیت دارد.

## دین
در مسجد جامع این روستا یک هیئت مذهبی وجود دارد.